# Маноду, Флоран
Флора́н Маноду́ (фр. Florent Manaudou; род. 12 ноября 1990[…], Вийёрбан) — французский пловец, олимпийский чемпион 2012 года на дистанции 50 метров вольным стилем, 7-кратный чемпион мира и 9-кратный чемпион Европы. Младший брат олимпийской чемпионки по плаванию Лор Маноду. Экс-рекордсмен мира на дистанции 50 метров на спине на «короткой воде». Универсал, выступает во всех видах плавания.
На 4 Олимпийских играх подряд выигрывал медаль на дистанции 50 метров вольным стилем (2012 — золото, 2016 — серебро, 2020 — серебро, 2024 — бронза).
26 июля 2024 года во время церемонии открытия Олимпийских игр в Париже нёс флаг Франции (вместе с легкоатлеткой Мелиной Робер-Мишон), а затем вместе с ней же принёс олимпийскую клятву от имени спортсменов.

## Личная жизнь
Начал заниматься плаванием под руководством своего старшего брата Николя. Позднее начал тренироваться в плавательном клубе в Марселе. В 2007 году спортсмен выиграл юношеский чемпионат Франции на 50-метровой дистанции вольным стилем. В 2009 году Флорана призвали в сухопутные войска, и в настоящее время он является действующим артиллеристом.
Был в отношениях три года с Фанни Скалли. Состоял в отношениях с Ambre Baker. Сейчас состоит в отношениях с олимпийской чемпионкой Пернилле Блуме.

## Профессиональная карьера
В 2011 году на чемпионате мира по водным видам спорта в Шанхае участвовал только в одной индивидуальной дисциплине — 50 м баттерфляем. В финале француз приплыл пятым, проплыв 50-метровый бассейн за 23,49 с. Это было значительно медленнее его же результатов в предварительном заплыве (23,31 с) и полуфинале (23,32 с). Также Флоран принимал участие в комбинированной эстафете 4×100 м, где он плыл свой этап баттерфляем. Но французская команда не попала даже в финал с результатом 3.36,21.
На отборе к Олимпийским играм в Лондоне занял второе место на 50-метровке в/с, уступив Амори Лево. Хотя Флоран попал на Олимпиаду лишь с 10-м результатом сезона (21,95 с), именно он в итоге и выиграл золотую медаль. Он стал первым французом, выигравшим на этой престижной дистанции. Плывя по седьмой дорожке в финале, Флоран опередил американца Каллена Джонса и считавшегося фаворитом олимпийского чемпиона Пекина бразильца Сезар Сьелу и показал хорошее время (21,34 с).